# Villanueva de la Fuente
Villanueva de la Fuente là một đô thị nhỏ thuộc Ciudad Real, Castile-La Mancha, Tây Ban Nha.